# مختار سیدی الحسن
مختار سیدی الحسن (انگلیسی: Moctar Sidi El Hacen؛ زادهٔ ۳۱ دسامبر ۱۹۹۷) بازیکن فوتبال اهل موریتانی است که در پست هافبک میانی برای باشگاه لوگو در لیگ سگوندا دیویسیون بازی می‌کند.
وی همچنین در تیم‌های ملی فوتبال زیر ۲۰ سال موریتانی و موریتانی بازی کرده‌است.